# Айвър Ричардс
Айвър Армстронг Ричардс (на английски: Ivor Armstrong Richards, р. 26 февруари 1893, Сандбак, Чешър – п. 7 септември 1979, Кеймбридж) е влиятелен английски литературен теоретик и реторик. Книгите му „Значението на значението“ (на английски: The Meaning of Meaning), „Принципи на литературознанието“ (на английски: Principles of Literary Criticism), „Практическо литературознание“ (на английски: Practical Criticism) и „Философия на реториката“ (на английски: The Philosophy of Rhetoric) се превръщат в основополагащи документи на Новото литературознание (на английски: New Criticism), а най-значимите сподвижници на движението са студенти на Ричардс. Заедно с Чарлз Огдън изследва т.нар. от самия него Basic English, разпространената по света форма на английския.

## Биография
Завършва философия в Кеймбриджкия университет.

## Влияние
Ричардс е ментор на други известни литературоведи, на първо място на Уилям Емпсън и Франк Ливис. Сред другите, които са силно повлияни от него, са Клинт Брукс и Алън Тейт. Сред по-късните представители на Новото литературознание, които прецизират формалистичния подход като активно отхвърлят психологическите нюанси, са още Джон Рансъм, Уилям Уимзът, Р. П. Блекмор и Мъри Кригър.
Според Оксфордския речник на английския език (OED) Ричардс изковава понятието feedforward през 1951 г. по време на 8-а годишна конференция по кибернетика. Сред най-прочутите студенти на Ричардс е и Маршал Маклуън, който също използва понятието feedforward.

## Признание
През 1977 г. Кеймбриджкият университет го удостоява с титлата почетен доктор.